# Profeet Eliakathedraal

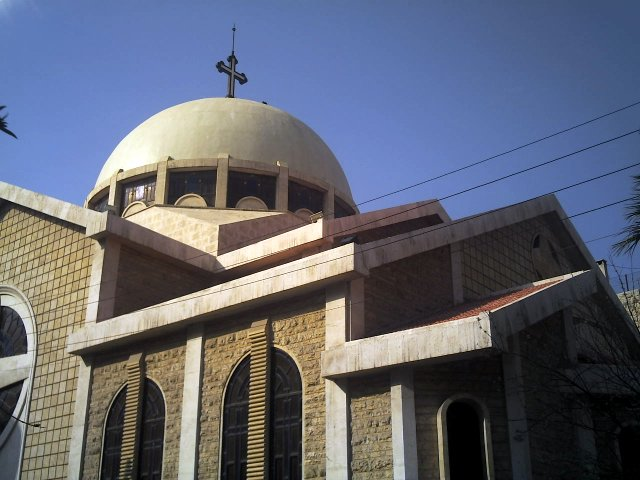
Profeet Eliakathedraal (2006)

De Profeet Eliakathedraal is de zetel van het aartsbisdom Aleppo en Alexandretta van de Grieks-orthodoxe Kerk. Dit aartsbisdom behoort tot het Grieks-orthodox patriarchaat van Antiochië.
De kathedraal bevindt zich in Aleppo in Syrië en dateert van de 20e eeuw. Tevoren bezaten de Grieks-orthodoxen eeuwen lang de kathedraal van Sint-Joris. De toewijding aan de profeet Elia heeft te maken met de verering van de profeet Elia door moslims in de stad. Elia is de naam voor joden en christenen, Ilyas de naam voor moslims. De moslims geven aan dat in een grot onder een van de stadspoorten Elia een tijdje gewoond heeft.
Tijdens de Slag om Aleppo liep het Grieks-orthodox aartsbisdom leeg, net zoals een groot deel van de bevolking in Aleppo. Bij het bezoek van de patriarch van Antiochië in 2016 was er geen aartsbisschop Paul Yazigi, die in 2013 met Yohanna Ibrahim werd ontvoerd.